# Un Noël tombé du ciel
 (janvier 2021).
Si vous disposez d'ouvrages ou d'articles de référence ou si vous connaissez des sites web de qualité traitant du thème abordé ici, merci de compléter l'article en donnant les références utiles à sa vérifiabilité et en les liant à la section « Notes et références ».
Pour plus de détails, voir Fiche technique et Distribution.
Un Noël tombé du ciel (Operation Christmas Drop) est un film de Noël américain réalisé par Martin Wood et sorti en 2020.

## Fiche technique
- Titre original : Opération Christmas Drop
- Titre français : Un noël tombé du ciel
- Réalisation : Martin Wood
- Scénario : Gregg Rossen, Brian Sawyer
- Direction artistique : Camille Quinton
- Costumes : Glenne Campbell
- Photographie : Michael C. Blundell
- Son : Kristian Bailey
- Musique : Hamish Thomson
- Production : Brad Krevoy et Steven R. McGlothen
- Société(s) de production : Motion Picture Corporation of America
- Société(s) de distribution : Netflix
- Pays d'origine :  États-Unis
- Langue originale : anglais
- Genre : Film familial, comédie romantique, film de Noël
- Durée : 96 minutes
- Dates de sortie :
  - États-Unis, France : 5 novembre 2020

## Distribution
- Kat Graham (VF : Fily Keita) : Erica Miller
- Alexander Ludwig (VF : Nicolas Dussaut) : Capitaine Andrew Jantz
- Virginia Madsen (VF : Nikie Lescot) : Députée Bradford
- Janet Kidder (VF : Nathalie Spitzer) : Lieutenant-colonel Blaine
- Jeffrey Joseph : Hatcher
- Bethany Brown (VF : Aurélie Konaté) : Sunshine
- Rohan Campbell (VF : Yoann Sover) : Travis
- Trezzo Mahoro (VF : Baptiste Marc) : Joker
- Aliza Vellani (VF : Isabelle Desplantes) : Sally
- Aaron Douglas : Sampson
- Xavier de Guzman (VF : Jean-Michel Vaubien) : John-Michael
- Brittany Willacy (VF : Karl-Line Heller) : Christina
- Eileen Pedde : Anna
- Linden Banks : Haskell
- Audrey Wise Alvarez : non connu

## Production
Le film, produit par Netflix, est tourné dans une véritable base militaire située à Guam, à l'Andersen Air Force Base, ainsi que dans les environs de cette île.[pertinence contestée].
Il s'inspire d'une véritable opération réalisée avec le soutien de l'Armée américaine depuis 1952 à Guam.